# Le RIF
Le RIF est une série télévisée française en quatre épisodes de 90 minutes, créée par Roger Guillot et Fabrice Roger et diffusée entre le 7 avril 1995 et le 10 mai 1996 sur France 2.

## Synopsis
Cette série met en scène les enquêtes du bureau du RIF (Recherche dans l'intérêt des familles) dirigé par le commissaire Keller.

## Distribution
- Patrick Raynal : Keller
- Aude Briant : Isa
- Yves Afonso : Biaggi
- Roch Leibovici : Damien
- Pierre-Quentin Faesch : Dany

## Épisodes
1. Cécile
2. L'Air d'une fugue
3. L'Île des loups
4. Piège pour enfants seuls